# Swimming (album)
Albums de Mac Miller
The Divine Feminine
(2016) Circles (album de Mac Miller)
(2020)
Singles
1. Small Worlds
Sortie : 30 mai 2018
2. Self Care
Sortie : 13 juillet 2018
3. What's the Use?
Sortie : 23 juillet 2018

Swimming est le cinquième album studio du rappeur américain Mac Miller, sorti le 3 août 2018 sur les labels Warner Bros. Records et REMember Music.
Un mois après la sortie de Swimming, Mac Miller décède d'une overdose.

## Historique
Miller annonce la sortie de son prochain album le 12 juillet 2018. Swimming est publié le 3 août 2018, en même temps que Astroworld de Travis Scott et Stay Dangerous de YG, deux albums très attendus qui feront de l'ombre à celui de Miller.
L'album est largement inspiré par la rupture du rappeur avec Ariana Grande. Il y aborde des thèmes tels que l'amour-propre, la guérison et la maturité, tirant des leçons de son histoire avec la chanteuse. En cela, Swimming se rapproche du dernier album de Miller, The Divine Feminine.

## Réception
Swimming est bien reçu par la critique, avec un score de 78 sur 100 sur le site Metacritic, basé sur treize critiques. Dans le journal anglais The Guardian, Meaghan Garvey rédige une critique positive en avançant que « Swimming, dans son ensemble, dérive au même rythme : c'est un disque patient en matière de son et de concept », ajoutant « L'optimisme coexiste avec le regret et l'intoxication alterne avec la clarté : un instant, Miller rayonne d'une grande confiance, et le suivant, il accepte que le sage sait qu'il ne sait rien ». Evan Rytlewski du site Pitchfork donne un 7,5/10 à l'album et remarque que le rappeur « chante plus que jamais » et que sa voix capte « sa résignation sans transformer la tristesse en spectacle performatif ».

## Liste des titres
| No  | Titre              | Auteur                                                                                                 | Producteur(s)                         | Durée |
| --- | ------------------ | --- | ------------------------------------- | ----- |
| 1.  | Come Back to Earth | Malcolm McCormick, Jon Brion, Jeff Gitelman                                                            | Brion, Larry Fisherman, Gitty         | 2:41  |
| 2.  | Hurt Feelings      | McCormick, Jermaine Cole, Pharrell Williams, Devonté Hynes, Brion, R. Nichols, O. Levy                 | J. Cole, Dev Hynes, Brion             | 4:05  |
| 3.  | What's the Use?    | McCormick, David Pimentel, Damon Riddick, Calvin Broadus, Stephen Bruner                               | Pomo, Dâm-Funk                        | 4:48  |
| 4.  | Perfecto           | McCormick, Terry Watson, Brion                                                                         | Tee-WaTT, Brion                       | 3:35  |
| 5.  | Self Care          | McCormick, Dacoury Natche, Eric Dan, Destin Route, E. Wright, J. Cantero, Hynes, T. Mason, Peter Mudge | DJ Dahi, ID Labs, Nostxlgic, Nice Rec | 5:45  |
| 6.  | Wings              | McCormick, Alejandro Manzano                                                                           | Alexander Spit                        | 4:10  |
| 7.  | Ladders            | McCormick, Pimentel, Gitelman, Brion, Mudge, Kenneth Whalum                                            | Pomo, Brion, Nice Rec                 | 4:47  |
| 8.  | Small Worlds       | McCormick, Carter Lang, Donte Perkins, Aja Grant, Brion, John Mayer                                    | Tae Beast, Lang                       | 4:31  |
| 9.  | Conversation Pt. 1 | McCormick, Ronald LaTour, Daveon Jackson, Steven Ellison, B. Korsan                                    | Cardo, Yung Exclusive, Flying Lotus   | 3:30  |
| 10. | Dunno              | McCormick, J. Michael, Brion                                                                           | Parson Brown, Larry Fisherman, Brion  | 3:57  |
| 11. | Jet Fuel           | McCormick, Natche, Steve Lacy, C. Lane, P. Thomas, J. MacGillivray                                     | DJ Dahi, Steve Lacy, Larry Fisherman  | 5:45  |
| 12. | 2009               | McCormick, Eric Gabouer, James Harris, Terry Lewis, G. Jackson, C. Moore, Grant, J. Wright, Brion      | Eric G                                | 5:47  |
| 13. | So It Goes         | McCormick, Brion                                                                                       | Larry Fisherman, Brion                | 5:12  |

Notes
- What's the Use? comprend des vocales additionnelles de Dâm-Funk, Snoop Dogg, Syd et Thundercat.
- Self Care comprend des vocales additionnelles non créditées de Dev Hynes et J.I.D.

Samples
- Perfecto contient un sample de Is There Any Love de Trevor Dandy[13].
- Jet Fuel contient un sample de The Stopper de Cutty Ranks[13].

## Classements hebdomadaires
| Classement (2018)                   | Meilleure position |
| ----------------------------------- | ------------------ |
| Allemagne (Media Control AG)        | 54                 |
| Australie (ARIA)                    | 21                 |
| Belgique (Flandre Ultratop)         | 32                 |
| Belgique (Wallonie Ultratop)        | 118                |
| Canada (Canadian Albums)            | 4                  |
| États-Unis (Billboard 200)          | 3                  |
| États-Unis (Top R&B/Hip-Hop Albums) | 3                  |
| France (SNEP Megafusion)            | 196                |
| Irlande (IRMA)                      | 39                 |
| Nouvelle-Zélande (RIANZ)            | 13                 |
| Pays-Bas (Mega Album Top 100)       | 13                 |
| Royaume-Uni (UK Albums Chart)       | 37                 |
| Suisse (Schweizer Hitparade)        | 35                 |